# Okres Devoll
Okres Devoll (albánsky Rrethi i Devollit) je okres v Albánii. Název je podle řeky Devolli která teče údolím tohoto okresu. Počet obyvatel je 35 000 (2004), rozloha 429 km².  nachází se v jihovýchodní části země, s hlavním městem Bilisht.  Na východě a jihovýchodě hraničí s Řeckem konkrétně s jeho prefekturami Florina a Kastoria. Devoll hraničí na jihozápadě s okresem Kolonjë a na západu a severu s okresem Korçë.

## Města a obce
- Arrëz
- Bilisht
- Bitinckë
- Braçanj
- Bradvicë
- Cangonje
- Çetë
- Çipan
- Dobranje
- Fitore
- Gjurëz
- Grapsh
- Koshnicë
- Kurilë
- Menkulkas
- Miras
- Poloskë
- Ponçare
- Qytezë
- Shuec
- Sul
- Tren
- Trestenik
- Vernik
- Vishoshicë
- Vidohovë
- Ziçisht
- Xvezde
- Ecmenik